# Laura Mononen
Pour les articles homonymes, voir Mononen.
Laura Katariina Mononen, née Ahervo le 5 octobre 1984 à Lohja, est une fondeuse finlandaise. Spécialiste des épreuves de distance, elle remporte notamment une médaille de bronze aux Championnats du monde 2017 en relais à Lahti.

## Biographie
Membre du club d'Hameenlinna, Laura Mononen est active depuis 2004 dans le cirque blanc, avec une participation aux Championnats du monde junior. Elle participe à sa première épreuve de Coupe du monde en mars 2009 à Lahti. En 2011, elle obtient son premier podium dans la Coupe de Scandinavie dans un dix kilomètres classique. Elle commence à marquer ses premiers points en Coupe du monde lors de la saison 2011-2012, avec comme meilleurs résultats une 20e place sur le Tour de ski et une 15e place sur le trente kilomètres d'Oslo. Au début de la saison 2014-2015, elle obtient son premier top 10 en se classant dixième du dix kilomètres classique de Davos. Elle s'illustre ensuite sur le Tour de ski en effectuant le troisième temps de la cinquième étape, un quinze kilomètres poursuite en style libre à Toblach.
Son meilleur résultat sur une manche de la Coupe du monde est une cinquième place au trente kilomètres classique d'Oslo en mars 2016, après avoir fini neuvième du Tour de ski. Cet hiver, elle obtient son premier de cinq podiums en relais à Lillehammer (2e).
Aux Championnats du monde 2017, Mononen remporte la médaille de bronze avec ses coéquipières du relais (Aino-Kaisa Saarinen, Kerttu Niskanen et Krista Parmakoski), à Lahti devant leur public finlandais. En fin de saison, elle enregistre le meilleur classement général de sa carrière en Coupe du monde avec la dixième position.
Aux Jeux olympiques d'hiver de 2018, pour sa seule participation à cet événement, à Pyeongchang, elle arrive 23e du quinze kilomètres libre et 19e du skiathlon.
Aux Championnats du monde 2019, elle signe son meilleur résultat individuel sur un rendez-vous majeur avec une douzième place sur le skiathlon. Début 2019, elle a aussi égalé sa meilleure performance dans l'élite avec la cinquième place lors de l'ultime étape du Tour de ski, la montée vers l'Alpe Cermis.
Aux Championnats du monde 2021 à Oberstdorf, elle est notamment seizième du trente kilomètres. Mononen prend sa retraite sportive à l'issue de cet hiver, déçue de ses résultats dernièrement.

## Palmarès

### Jeux olympiques d'hiver
| Épreuve / Édition   | Sprint                           | Sprint    | 10 km | 10 km                            | Skiathlon 2 × 7,5 km | 30 km | Relais | Relais   |
| Épreuve / Édition   | libre                            | classique | libre | classique                        | Skiathlon 2 × 7,5 km | 30 km | Sprint | 4 × 5 km |
| JO 2018 Pyeongchang | Épreuve inexistante à cette date | —         | 23e   | Épreuve inexistante à cette date | 19e                  | -     | -      | -        |

Légende :
- : pas d'épreuve
- — : Non disputée par Mononen

### Championnats du monde
| Épreuve / Édition        | Sprint                           | Sprint                           | 10 km                            | 10 km                            | Skiathlon 2 × 7,5 km | 30 km | Relais | Relais                    |
| Épreuve / Édition        | libre                            | classique                        | libre                            | classique                        | Skiathlon 2 × 7,5 km | 30 km | Sprint | 4 × 5 km                  |
| Mondiaux 2015 Falun      | Épreuve inexistante à cette date | —                                | 34e                              | Épreuve inexistante à cette date | —                    |       | —      | —                         |
| Mondiaux 2017 Lahti      | —                                | Épreuve inexistante à cette date | Épreuve inexistante à cette date | 14e                              | —                    | 18e   | —      | Médaille de bronze, monde |
| Mondiaux 2019 Seefeld    | 54e                              | Épreuve inexistante à cette date | Épreuve inexistante à cette date | 14e                              | 12e                  | 18e   | —      | 6e                        |
| Mondiaux 2021 Oberstdorf | Épreuve inexistante à cette date | —                                | 24e                              | Épreuve inexistante à cette date | 20e                  | 16e   | —      | —                         |

Légende :
- : pas d'épreuve
- — : épreuve non disputée par Mononen

### Coupe du monde
Laura Mononen obtient son meilleur classement en coupe du monde avec une dixième place en 2016-2017.
- Meilleur résultat en épreuve individuelle : 5e (30 kilomètres d'Oslo en 2016).
- 5 podiums en relais : 3 deuxièmes places et 2 troisièmes places.

#### Classements détaillés
| Saison / Épreuve | Saison / Épreuve | Général | Général | Distance | Distance | Sprint | Sprint |
| ---------------- | ---------------- | ------- | ------- | -------- | -------- | ------ | ------ |
| Saison / Épreuve | Saison / Épreuve | Class.  | Points  | Class.   | Points   | Class. | Points |
| 2011-2012        | 2011-2012        | 45e     | 151     | 93e      | 32       | 67e    | 6      |
| 2012-2013        | 2012-2013        | 84e     | 29      | 58e      | 25       |        |        |
| 2013-2014        | 2013-2014        | 104e    | 9       | 75e      | 9        |        |        |
| 2014-2015        | 2014-2015        | 36e     | 176     | 27e      | 137      | 56e    | 15     |
| 2015-2016        | 2015-2016        | 15e     | 671     | 11e      | 426      | 39e    | 39     |
| 2016-2017        | 2016-2017        | 10e     | 605     | 9e       | 383      | 34e    | 50     |
| 2017-2018        | 2017-2018        | 35e     | 191     | 21e      | 142      | 64e    | 9      |
| 2018-2019        | 2018-2019        | 31e     | 249     | 24e      | 143      | 69e    | 8      |
| 2019-2020        | 2019-2020        | 37e     | 172     | 29e      | 99       | 42e    | 34     |
| 2020-2021        | 2020-2021        | 50e     | 83      | 31e      | 71       | -      | -      |

### Coupe de Scandinavie
- 4e du classement général en 2011.
- 7 podiums, dont 1 victoire.